# Timon Seubert
Timon Seubert (né le 23 avril 1987 à Hambourg) est un coureur cycliste allemand, ancien membre de l'équipe NetApp. Il évolue désormais au sein du FC Sankt Paul depuis 2017.

## Palmarès
- 2003
  -  Médaillé d'or du contre-la-montre au Festival olympique de la jeunesse européenne
  - 2e du championnat d'Allemagne sur route cadets
- 2010
  - 2e du Tour de Slovaquie

## Résultats sur les grands tours

### Tour d'Italie
- 2012 : abandon (20e étape)

## Classements mondiaux
| Année           | 2009 | 2010 | 2011 |
| --------------- | ---- | ---- | ---- |
| UCI Europe Tour | 968e | 440e | 331e |